# Giulio Maria Odescalchi
Giulio Maria Odescalchi (Como, 1612 – Novara, 28 agosto 1666) è stato un vescovo cattolico italiano.

## Biografia
Nacque a Como nel 1612, rampollo della nobile famiglia degli Odescalchi; era figlio di Livio, nobile comasco, e di sua moglie Paola Sofia Castelli Giovanelli.
Apparteneva all'Ordine di San Benedetto ed era fratello del precedente vescovo di Novara Benedetto Odescalchi, poi papa col nome di Innocenzo XI. Ricevette la nomina il 6 marzo 1656 da papa Alessandro VII. Nei dieci anni del suo episcopato novarese compì due visite pastorale in tutte le parrocchie della diocesi.
Morì a Novara il 28 agosto 1666.

## Genealogia episcopale
La genealogia episcopale è:
- Arcivescovo Filippo Archinto
- Papa Pio IV
- Cardinale Giovanni Antonio Serbelloni
- Cardinale Carlo Borromeo
- Cardinale Ottavio Paravicini
- Cardinale Giambattista Leni
- Cardinale Giulio Roma
- Arcivescovo Martino Alfieri
- Cardinale Francesco Maria Machiavelli
- Papa Innocenzo XI
- Vescovo Giulio Maria Odescalchi, O.S.B.